# Marcello Pera

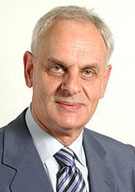
Marcello Pera (2006)

Marcello Pera (* 28. Januar 1943 in Lucca) ist ein italienischer Wissenschaftsphilosoph, Hochschullehrer und Politiker (zunächst Forza Italia, dann Popolo della Libertà und Fratelli d’Italia).

## Leben
Pera wurde nach einem Studium der Philosophie zunächst Universitätsdozent und dann 1972 Ordentlicher Professor für Theoretische Philosophie und Wissenschaftstheorie an der Universität Catania und später an der Universität Pisa, an der er bis 1994 lehrte.
Eines seiner Spezialgebiete war dabei der Galvanismus sowie die Kontroverse zwischen Luigi Galvani und Alessandro Volta. Daneben befasste er sich mit Philosophen wie Karl Popper, David Hume und Immanuel Kant, aber auch mit Fragen zu Christentum, Islam, Relativismus, Liberalismus und Ethik in Europa.
Am 21. April 1996 wurde er für die Forza Italia, deren Vizepräsident er zwischen 1996 und 2001 war, zum Mitglied in den Senato della Repubblica (Senat) gewählt und vertritt dort seither die Interessen der Toskana. Zwischen Januar 1998 und Mai 2001 war er Vizevorsitzender der Fraktion der Forza Italia im Senat.
Am 30. Mai 2001 wurde er Senatspräsident und bekleidete diese Funktion annähernd fünf Jahre bis zum 27. April 2006. Zwischen März 2007 und April 2008 war er wiederum Vizepräsident der Fraktion der Forza Italia im Senat und ist seit 2009 Mitglied der aus der Forza Italia hervorgegangenen Popolo della Libertà (PdL). Infolge der Parlamentswahlen 2013 schied Pera aus dem Parlament aus.
Für seine Verdienste wurde Pera mehrfach ausgezeichnet und wurde nicht nur mit dem Großkreuz Pro Merito Melitensi, sondern auch mit dem Großkreuz des Piusordens geehrt.
Bei den Wahlen zum Amt des Staatspräsidenten im Januar 2022 wurde er nach dem Kandidaturverzicht von Silvio Berlusconi von den Mitte-Rechts-Parteien Forza Italia, Lega und Fratelli d’Italia als Nachfolger von Sergio Mattarella vorgeschlagen.
Anlässlich der Parlamentswahlen 2022 kandidierte Pera erneut für den Senat im Wahlkreis Sassari. Diesmal wurde er von Fratelli d’Italia als Kandidat vorgeschlagen. Am 25. September 2022 wurde Pera als Senator wiedergewählt.

## Veröffentlichungen
- Induzione e metodo scientifico, 1978.
- Popper e la scienza su palafitte, 1981.
- Hume, Kant e l'induzione, 1982.
- Apologia del metodo, 1982.
- La Rana ambigua. La controversia sull'eletricità tra Galvana e Volta, 1986, ISBN 978-88-06-59310-0
- Scienza e retorica, 1992
- Ohne Wurzeln: Der Relativismus und die Krise der europäischen Kultur, (Originaltitel Senza Radici: Europa, Relativismo, Cristianesimo, Islam), Mitautor Joseph Kardinal Ratzinger. Sankt Ulrich Verlag, Augsburg 2005, ISBN 3-936484-57-0.
- Warum wir uns Christen nennen müssen: Plädoyer eines Liberalen (Originaltitel Perchè dobbiamo dirci cristiani: Il liberalismo, l'Europa, l'etica), Vorwort Papst Benedikt XVI., 2009, ISBN 978-3-86744-112-4

## Auszeichnungen
- 2002: Großes Goldenes Ehrenzeichen am Bande für Verdienste um die Republik Österreich[2]
- 2002: Großkreuz des Verdienstordens der Republik Polen
- 2004: National Order of Merit
- 2005: Großkreuz des Ordens des Infanten Dom Henrique
- 2006: Sonderstufe des Großkreuzes des Verdienstordens Pro Merito Melitensi